# Abborrtjärnen (Anundsjö socken, Ångermanland, 705825-159961)
Abborrtjärnen är en sjö i Örnsköldsviks kommun i Ångermanland och ingår i Moälvens huvudavrinningsområde.